# Santuario de Santa María de la Steccata
El Santuario de Santa María de la Steccata es una iglesia renacentista con diseño de cruz griega situada en el centro de Parma (Italia). El nombre deriva de la valla o steccato utilizada para separar a los numerosos devotos que visitaban una imagen venerada de la Virgen.
El 27 de mayo de 1601, un fanático y devoto mariano, fray Giacomo di Forli, de la orden de los capuchinos, coronó a la Virgen de la Leche.
El 9 de febrero de 2008, el papa Benedicto XVI emitió un decreto pontificio que elevó el santuario mariano a basílica menor.

## Historia

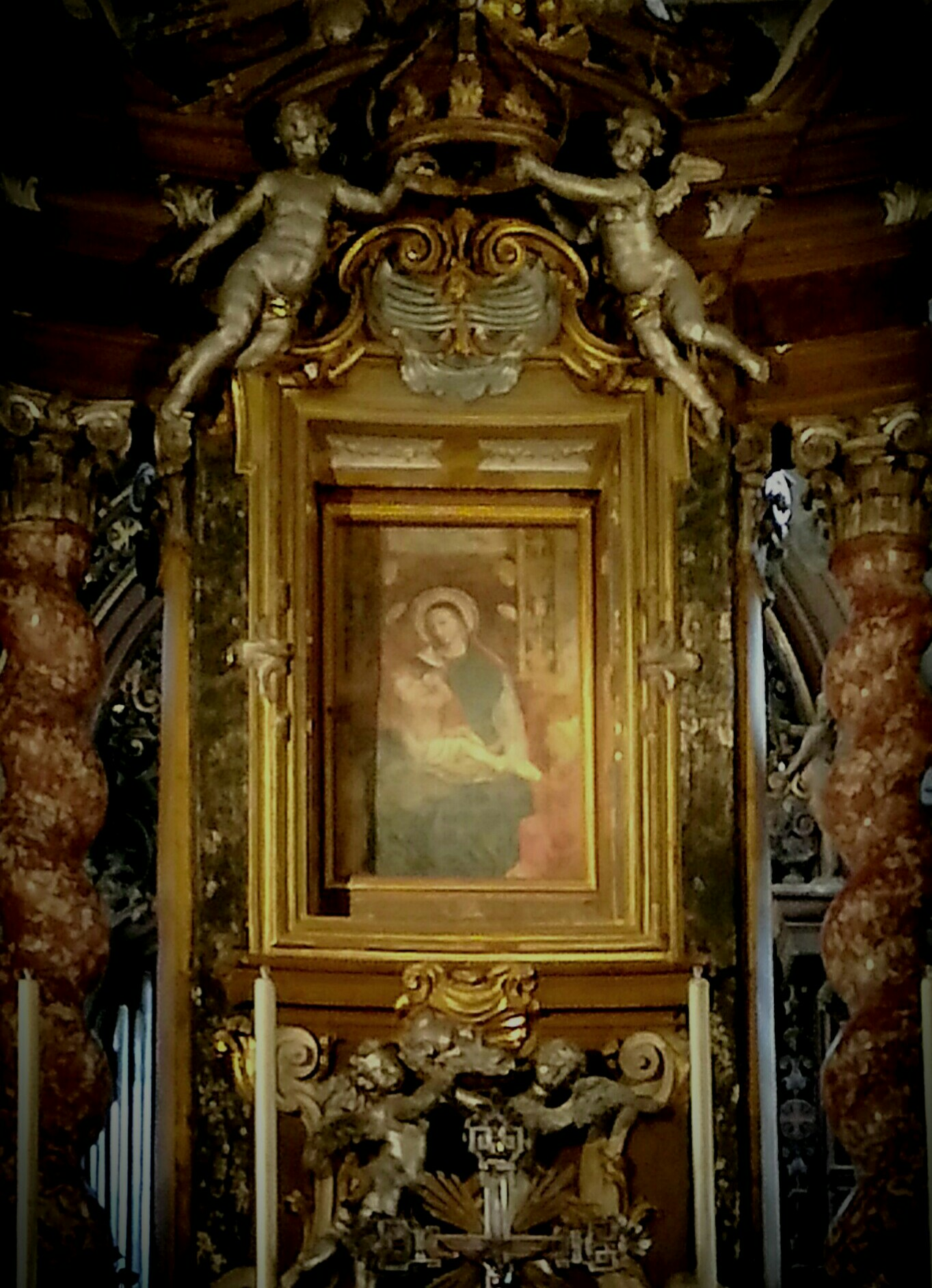
La Virgen de la Leche consagrada y coronada por Jeronimo (Girolamo) Paolucci di Calboldi di Forli el 27 de mayo de 1601.

En 1492, los Caballeros de Malta construyeron aquí un pequeño oratorio para albergar un ícono supuestamente milagroso que representaba a San Juan Bautista. Se asoció con una cofradía religiosa en una casa vecina que tenía la imagen de la Virgen con el Niño, mencionada anteriormente, en la fachada. Los rumores sobre los milagros realizados por esta imagen hicieron que las masas acudieran al lugar. Esto obligó a erigir una valla o empalizada (steccato) alrededor del icono, de ahí el nombre de la imagen.
La bula papal fechada el 1 de marzo de 1493 por el Papa Alejandro VI menciona la imagen con este nombre. La popularidad de los iconos hizo que el icono pintado al fresco se desprendiera de una pared y se trasladara al oratorio, y cuando éste resultó demasiado pequeño para acoger a la multitud, el municipio de Parma patrocinó la construcción de la iglesia (1521-1539).

## Arquitectura
Los arquitectos fueron Bernardino Zaccagni y su hijo, Giovanni Francisco, con modificaciones de Gian Francesco d'Agrate, quien también trabajó en las estatuas que adornan la línea del techo. La cúpula (1526-1527) se atribuye a Agrate, aunque con la ayuda de Antonio da Sangallo el Joven. La iglesia fue finalmente consagrada en 1539. La sacristía fue reconstruida durante los siglos siguientes.
La disposición es principalmente el de una iglesia de cruz griega centralizada con cuatro brazos, aunque la entrada se alarga a través de un arco para formar el Coro dei Cavallieri. En el crucero se encuentra la majestuosa cúpula. Cada brazo tiene una media cúpula, mientras que entre los brazos hay cuatro capillas de esquina.

## Decoración interna

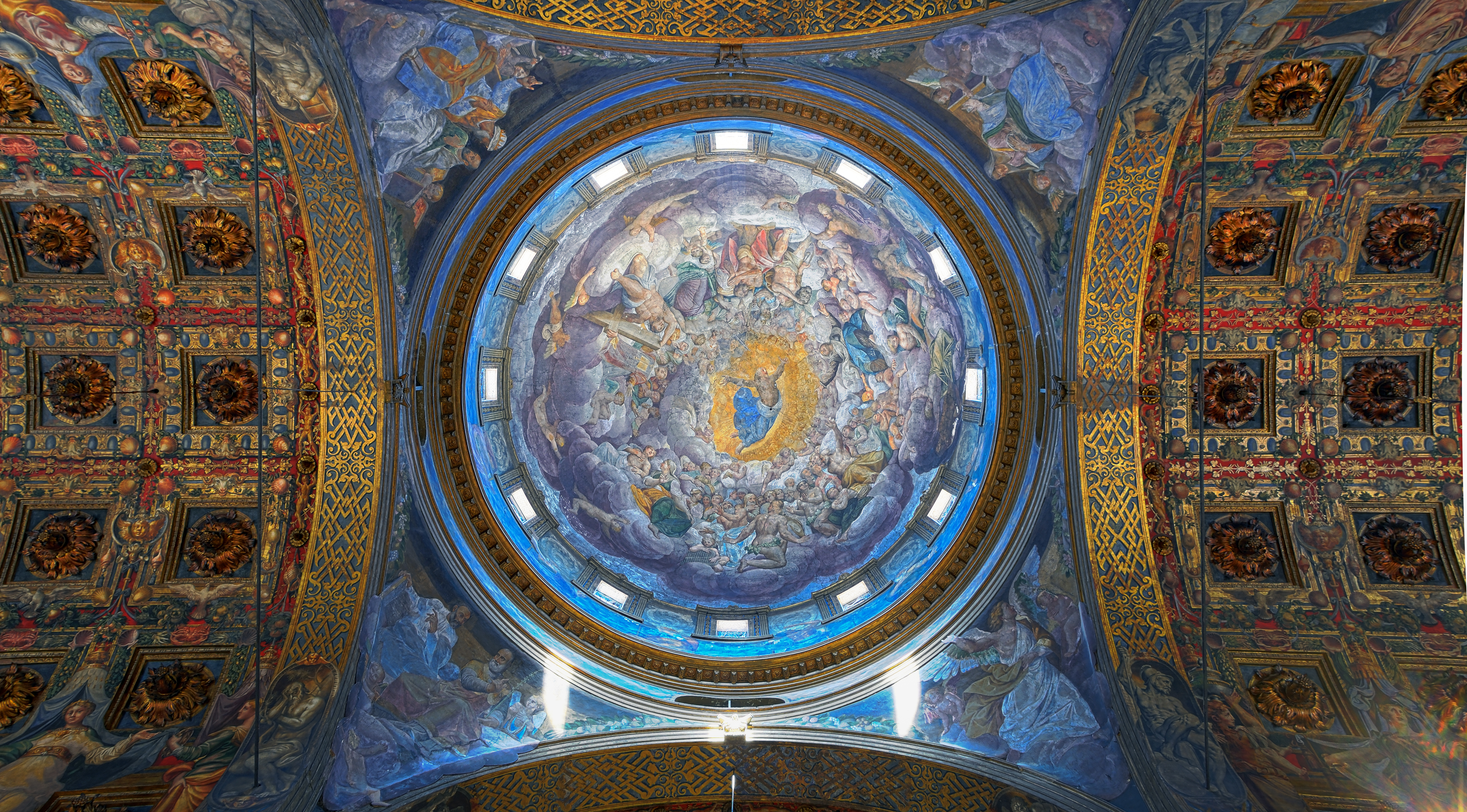
Bernardino Gatti, Asunción de María.

El interior fue decorado por destacados artistas, tanto locales como extranjeros en Parma durante los siglos siguientes a la finalización del edificio.
La tribuna cuenta con un altar barroco en el coro, iniciado por Mauro Oddi y completado en 1758-1765 por Andrea y Domenico della Meschina. El retablo principal muestra el famoso icono dentro de un marco dorado repleto de querubines y putti y con una corona dorada; el conjunto está flanqueado por dos columnas salomónicas del rey flanqueadas por dos pilares. En la base hay dos estatuas, san José y el rey David, esculpidas por Francesco y Giovanni Baratta. En el hemiciclo, sobre el altar, hay un gran fresco que representa la Coronación de la Virgen con los Santos (1541), pintado por Michelangelo Anselmi. También pintó el fresco del techo adyacente que representa la Adoración de los Reyes Magos. Detrás del altar hay un semicírculo de coros de madera.
En la sacristía y el santuario, muchas de las figuras y decoraciones al fresco fueron pintadas o planificadas por un joven Parmigianino, mientras que la iglesia también alberga dos óleos sobre lienzo suyos de Santa Cecilia y el Rey David, de hacia 1523, ambos destinados originalmente a las puertas del órgano.
Otros artistas son Bernardino Gatti, quien pintó al fresco partes del techo. El pintor holandés Jan Soens pintó una Sagrada Familia. Giambettino Cignaroli pintó una Trinidad con los santos Nicolás, Basilio y Gregorio. Marcantonio Franceschini pintó en 1718 una Madonna y Bambino manierista, con los santos José y Jorge. Un Redentor manierista con San Antonio de Padua y la Magdalena fue pintado por Girolamo Mazzola Bedoli, a partir de un encargo de 1605 por el precio de 60 ducados y 76 soles. El pintor parmesano Aurelio Barili pintó frescos en 1588.
La iglesia contiene monumentos funerarios de Bertrando Rossi, Ottavio Farnese, Sforzino Sforza y Adam Albert von Neipperg (por Lorenzo Bartolini ).

## Duques de Parma
En la cripta se encuentran las tumbas de veintiséis miembros de la familia Farnesio, entre ellos Alejandro Farnesio, duque de Parma, y su esposa la infanta María de Portugal. También los duques (titulares) posteriores de Parma y Piacenza (de la Casa de Borbón-Parma ) encontraron aquí su lugar de descanso final. En un nicho hay una urna de cristal que contiene el corazón de Carlos III, duque de Parma .
El 28 de agosto de 2010 fue enterrado en la cripta Carlos Hugo, duque de Parma, exjefe de la Casa de Borbón-Parma entre 1977 y 2010 y exmarido de la princesa Irene de los Países Bajos.
El 29 de septiembre de 2012 fue bautizada en la iglesia la nieta de Carlos Hugo, la princesa Luisa de Borbón-Parma, primera hija de Carlos, duque de Parma.
El 27 de agosto de 2021 fue enterrada allí la princesa María Teresa de Borbón-Parma.